# 順弘子

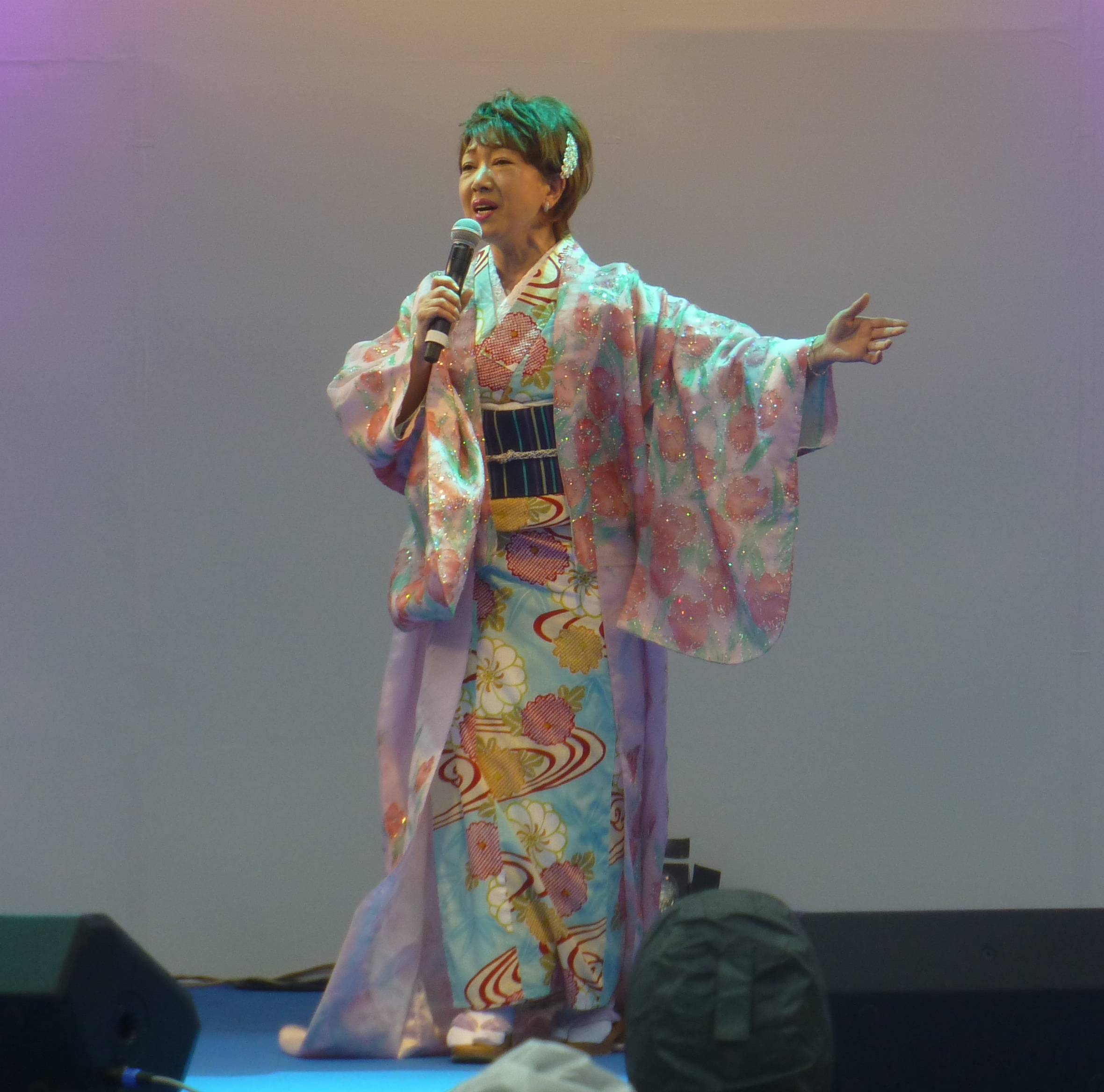
新橋にて（2016年）

順 弘子（じゅん ひろこ、12月9日 - ）は、日本の歌手。秋田県南秋田郡八郎潟町生まれ。旧芸名は純 弘子。
秋田県立秋田中央高等学校卒業。1976年に遠藤実の門下生となり、1978年10月にポリドールレコードよりデビュー。1984年8月、徳間ジャパンレコードへ移籍し、純弘子から順弘子に改名。

## 主な作品

### シングル
- 「もどって来ました新宿へ／女がさすらう時」（1978年10月21日、ポリドールレコード）
- 「待子／秋田旅愁」（1979年8月21日）
  - 「待子」「秋田旅愁」／LP（1980年3月）
- 「水入らず」（1980年9月）
  - 「水入らず」／LP（1989年10月）
- 「裏町の女」発売（1981年9月）
- 「みちのく情話」（1983年5月）
- 「さっそく振込みありがとう」（1984年8月、ポリドールレコード）
- 「昭和川」（1986年3月、デュエット曲）
- 「男と女のとっておき」「北挽歌」（1987年9月）
- 「しのび宿」（1988年4月）
- 「ふたりの別れ酒」（1989年7月）
- 「酒場育ち」発売（1995年10月）
- 「秋田旅愁」「冬の海」発売（2005年11月）
- 「みちのく 田沢湖 角館」「クニマスロマン～夢の橋」（2012年8月）
- 「春告鳥」「愛よふたたび」（2015年3月）
- 「恋唄ブルース」「秘恋川」「秋田旅愁」（2018年12月）

### アルバム
- 「演歌熱唱・ふたりの別れ酒」（1989年8月、カセットアルバム）
- 「女を唄う」（1994年10月、ミニアルバム）

## 受賞歴
- 1979年10月 - 第6回横浜音楽祭銅賞受賞
- 1981年1月 - ポリドールレコードヒット賞で奨励賞受賞
- 1982年1月 - ポリドールレコードヒット賞で努力賞受賞
- 1987年2月 - 徳間ジャパンヒット賞で期待賞受賞

## テレビ出演

### 番組
- The Covers' Fes 今夜はカバーソングナイト（2014年12月10日、NHK BSプレミアム）

　　　番組内のコーナー「うもれうた」第１回で取り上げられた「さっそく振込ありがとう」を歌唱。

### CF
- 浮田産業交通株式会社（浮田産交タクシーおよび北浦うきた商店）